# Болоховська Валентина Антонівна
Болоховська Валентина Антонівна (нар. 21 жовтня 1951, Печера Тульчинського району Вінницької області) — український науковець в галузі біотехнологій, лауреат Державної премії України в галузі науки і техніки 2001 року, засновник «БТУ-Центр» («Біотехнологія України-Центр»).

## Життєпис
Народилася 21 жовтня 1951 року в селі Печера Тульчинського р-ну Вінницької області. Закінчила Печерську ЗОСШ із золотою медаллю та вступила в Уфімський нафтовий інститут(УГНТУ)(Росія), де навчалась з 1968 по 1973 рр. на спеціальності «Технологія основного органічного і нафтохімічного синтезу».
Здобула кваліфікацію інженера хіміка-технолога. Після закінчення інституту працювала змінним інженером центральної заводської лабораторії Кстовського заводу БВК(м. Кстово, Росія)
З 1976 року продовжила свій трудовий шлях на Ладижинському заводі ферментних препаратів (м. Ладижин, Вінницька обл., Україна), де працювала хіміком, старшим біохіміком в ЦЗЛ (центральна заводська лабораторія).
В 1985 р. переведена на посаду начальника науково-дослідної лабораторії мікробних полісахаридів ЦНДЛ (центральної науково-дослідної лабораторії) Ладижинського заводу ферментних препаратів.
В 1990 р. призначена керівником ЦНДЛ.
В 1993 році захистила дисертацію на тему «Отримання полісахариду з Bacillus polymyxa» та отримала науковий ступінь кандидата технічних наук в Київському технологічному інституті харчової промисловості (м. Київ, Україна).
В 1999 році разом з колективом однодумців заснувала приватне підприємство «БТУ-Центр» («Біотехнологія України-Центр») з метою розробки та виробництва мікробних та ферментних препаратів для різних галузей промисловості (в тому числі нафтогазової) та сільського господарства(рослинництво та кормовиробництво).
В 2001 році разом з авторським колективом 4-х організацій отримала лауреата Державної премії України в галузі науки та техніки за роботу «Теорія та практика біотехнології випуску ксампану та енпосану, розробка наукових засад та технології використання в текстильній, хімічній, харчовій промисловостях та сільському господарстві».
У вільний від роботи час пише картини та вірші.